# Friedrich Christian Prehn
Friedrich Christian Prehn (* 26. Februar 1810 in Kopenhagen; † 29. Januar 1875 in Kiel) war ein schleswig-holsteinischer Jurist und Politiker.

## Leben
Friedrich Christian Prehn war ein Sohn des Mitarbeiters der Königlich Dänischen Rentkammer Johann Friedrich Prehn (1771–1833). Er besuchte das Gymnasium in Schleswig. Anschließend studierte er an der Christian-Albrechts-Universität zu Kiel und der Rheinischen Friedrich-Wilhelms-Universität Bonn Rechtswissenschaften. 1828 wurde er Mitglied des Corps Holsatia 1829 schloss er sich dem Corps Rhenania Bonn an. Nach anwaltlichen Tätigkeiten in einer Kieler Kanzlei wurde er 1845 Syndikus der Stadt Altona.
Von 1848 bis 1850 war Prehn Abgeordneter zur konstituierenden Schleswig-Holsteinischen Landesversammlung und Mitglied des Ausschusses für den Verfassungsentwurf. 1850 gehörte er der von der Provisorischen Regierung Schleswig-Holsteins unter Friedrich von Reventlou nach Kopenhagen entsandten Friedensdelegation an. Von 1850 bis 1851 war er Abgeordneter der Schleswig-Holsteinischen Landesversammlung.
1851 wurde Prehn Chef des Etatsrats, des Finanzdepartements, und damit Mitglied der Obersten Zivilbehörde. Ab 1864 war er Mitglied des holstein-lauenburgischen Oberappellationsgerichts und ab 1867 bis zu seinem Tod erster Rat des Appellationsgerichts in Kiel.
Der Amtmann Jeppe Prehn war sein älterer Bruder.

## Auszeichnungen
- Ehrenmitglied des Corps Rhenania Bonn